# Källsnabblöpare
Källsnabblöpare (Bembidion stephensi) är en skalbaggsart som beskrevs av George Robert Crotch. Källsnabblöpare ingår i släktet Bembidion och familjen jordlöpare. Enligt den svenska rödlistan är arten nära hotad i Sverige. Arten förekommer i Götaland. Artens livsmiljö är havsstränder, våtmarker, stadsmiljö. Inga underarter finns listade i Catalogue of Life.